# Кох, Кеннет
Джей Кеннет Кох (англ. Kenneth Koch; 27 февраля 1925, Цинциннати, штат Огайо — 6 июля 2002, Нью-Йорк) — американский поэт, драматург, педагог, профессор, доктор философии. Член Американской академии искусств и литературы с 1996 года.
Один из ведущих представителей Нью-Йоркской поэтической школы, наряду с Джоном Эшбери, Фрэнком О’Хара, Джеймсом Скайлером и Барбарой Гест.

## Биография
В юности познакомился с творчеством П. Шелли и Д. Китса, стал писать стихи.
Участник Второй мировой войны, в 18-летнем возрасте воевал в составе пехоты США на Филиппинах.
После войны получил образование в Гарварде, где среди его преподавателей был поэт и прозаик Делмор Шварц, там же познакомился с поэтом Джоном Эшбери, вместе с которым позже стоял у истоков Нью-Йоркской поэтической школы и который оказал на него большое влияние.
Будучи студентом Гарварда получил престижную премию Glascock Prize. После окончания университета в 1948 году переехал в Нью-Йорк. Продолжил учёбу в Колумбийском университете и получил степень доктора философии.
В 1951 в Калифорнийском университете в Беркли познакомился со своей будущей женой Дженни Элвуд, в 1954 они поженились и более года жили в Италии и Франции, за счет полученного Кеннетом гранта по программе Фулбрайта.
В 1959 стал преподавать сравнительное литературоведение в Колумбийском университете. Преподавал в университете более 40 лет.
Подобно многим известным американским писателям, читал лекции о литературе в учебных заведениях, вёл занятия по стихотворному творчеству и теории стиха. Необходимо отметить, что преподавательская деятельность Кеннета Коха едва ли не более значительна, чем его поэтический опыт. Например: его литературные студии, проведенные в рамках гуманитарных изысканий несколько лет назад в одном из домов для престарелых, можно рассматривать как достойный восхищения нравственный акт. Больные, одинокие, старые люди благодаря энтузиазму Кеннета Коха открыли новое чувство — радость поэтической свободы, позволившее им испытать, казалось бы утраченный, интерес к жизни…
В 1960—1962 редактировал легендарный журнал экспериментальной поэзии и прозы «Locus Solus» рус. уединенное место или особенное место). В 1961 году получил стипендию Гуггенхайма. В 1962 получил писательскую стипендию Wagner College в качестве писателя-резидента (writer in residence).
Первая жена Коха умерла в 1981 году. Второй раз женился в 1994 на Карен Куллер.
Умер в 2002 году от лейкемии.

## Творчество
Автор книг стихов: «Непрерывность» (1961), «Благодарность и другие стихи» (1962), «Радости мира» (1969) и т. д.
К. Кох — сторонник непрерывной поэзии. Его залитые солнцем, яркие тексты — нескончаемый поток живых частиц и теплых, загадочных фрагментов обыденной реальности. Это не хаос, а взнузданный, контролируемый хаос. Несмотря на отсутствие традиционной линеарности и привычной сюжетности, эти произведения обладают повествовательным движением, которое сообщает о реальном существовании предмета в конкретном, осязаемом пространстве. Множество неожиданных ассоциативных пятен и различные ритмические длинноты, перетекая друг в друга, служат именно этой задаче — ощущению протяженной, единой бытийности и целостной красоты. Поэтическое лицо К. Коха — это старый, улыбающийся гуманизм.
В 1995 году стал лауреатом премии Боллингена.

## Избранные произведения
- Poems (1953)
- Ko: or, A Season on Earth (1959)
- Permanently (1961)
- Thank You and Other Poems (1962)
- Bertha, & other plays (1966)
- Poems from 1952 and 1953 (1968)
- Sleeping with Women (1969)
- The Pleasures of Peace and Other Poems (1969)
- When the Sun Tries to Go On (1969)
- Wishes, Lies, and Dreams: Teaching Children to Write Poetry (1970)
- A Change of Hearts: Plays, Films, and Other Dramatic Works 1951—1971 (1973)
- Rose, Where Did You Get That Red? Teaching Great Poetry to Children (1973)
- The Art of Love: Poems (1975)
- The Red Robins (1975, роман)
- The Duplications (1977)
- I Never Told Anybody: Teaching Poetry Writing in a Nursing Home (1977)
- From the Air (1979)
- The Burning Mystery of Anna in 1951 (1979)
- Days and Nights (1982)
- On the Edge (1986)
- Seasons on Earth (1987)
- One Thousand Avant-Garde Plays (1988)
- Hotel Lambosa (1988)
- Selected Poems 1950-82 (1991)
- Hotel Lambosa (1993)
- On the Great Atlantic Rainway: Selected Poems 1950—1988 (1994)
- One Train (1994)
- The Gold Standard (1996)
- Straits (1998)
- Making Your Own Days: The Pleasures of Reading and Writing Poetry (1998)
- New Addresses (2000)